# Maranchón
Maranchón település Spanyolországban, Guadalajara tartományban. Maranchón Arcos de Jalón, Mochales, Establés, Selas, Mazarete, Ciruelos del Pinar és Luzón községekkel határos. Lakosainak száma 218 fő (2024).

## Népesség
A település népessége az utóbbi években az alábbiak szerint változott:
| Lakosok száma | 251  | 244  | 264  | 244  | 288  | 262  | 246  | 229  | 232  | 218  |
|               | 2001 | 2004 | 2006 | 2009 | 2011 | 2014 | 2016 | 2019 | 2021 | 2024 |